# Lei da utilidade marginal
A Lei da utilidade marginal expressa que em uma relação econômica a utilidade marginal decresce à medida que se consome mais uma unidade.
(em inglês) The greater the supply of a good, the lower the marginal utility; the smaller the supply, the higher the marginal utility; (Quanto maior é a oferta de um bem, menor é a utilidade marginal; quanto menor a oferta de um bem, maior é a utilidade marginal)
A utilidade total de um bem cresce quando se consome maiores quantidades dele, mas seu incremento da utilidade marginal é cada vez menor. 
Podemos estabelecer, como
lei geral, que o grau de utilidade varia com a quantidade de um bem e finalmente diminui na medida em que a quantidade aumenta.— William Stanley Jevons, Theory of Political Economy (A Teoria da Economia Política), 1871
O consumidor tem satisfação com um bem, mas a unidade seguinte já não lhe proporciona tanto prazer como a anterior. 
O chamado paradoxo da água e do diamante ilustra a importância do conceito de utilidade marginal.